# Titting
Titting is een plaats en gemeente in de Duitse deelstaat Beieren, en maakt deel uit van het Landkreis Eichstätt.
Titting telt 2.669 inwoners.

## Plaatsen in de gemeente Titting
- Altdorf (met Hegelohe, Maierfeld)
- Emsing (met Ablaßmühle, Herlingshard)
- Erkertshofen
- Großnottersdorf
- Kaldorf
- Kesselberg (met Aichmühle, Bürg, Hornmühle, Tafelmühle)
- Mantlach
- Morsbach (met Hainmühle)
- Petersbuch (met Heiligenkreuz)
- Stadelhofen
- Titting (met Michellohe, Obermühle, Sammühle)

Adelschlag ·
Altmannstein ·
Beilngries ·
Böhmfeld ·
Buxheim ·
Denkendorf ·
Dollnstein ·
Egweil ·
Eichstätt ·
Eitensheim ·
Gaimersheim ·
Großmehring ·
Hepberg ·
Hitzhofen ·
Kinding ·
Kipfenberg ·
Kösching ·
Lenting ·
Mindelstetten ·
Mörnsheim ·
Nassenfels ·
Oberdolling ·
Pförring ·
Pollenfeld ·
Schernfeld ·
Stammham ·
Titting ·
Walting ·
Wellheim ·
Wettstetten